# Кишинёвский тракторный завод
Тракторный завод «TRACOM» SA — предприятие Кишинёва, правопреемник Кишинёвского тракторного завода. Территория этого завода занимает около 10Га и насчитывает порядка полутора десятков корпусов.

## История
- 1945 год — создание Кишинёвского мотороремонтного завода, а по существу это были мастерские, где работало несколько десятков человек.
- 1948 год — Кишинёвский мотороремонтный завод реорганизован в Кишинёвский ремонтный завод. Завод занимался ремонтом автомобилей, станков, изготовлением ремонтного оборудования.
- 1958 год — Кишинёвский ремонтный завод переименован в «Автодеталь» и специализировался по производству автомобильных запасных частей.
- 1961 год — Завод «Автодеталь» реконструирован. И на его базе был создан Кишинёвский тракторосборочный завод.
- 22 сентября 1962 с конвейера завода сошёл первый серийный молдавский трактор Т-50В и в последующие три года завод выпустил 10 000 тракторов.
- 1975 год — начало производства свекловичного трактора Т-70С.[1]
- 1986 год — создано производственное объединение «Кишинёвский тракторный завод».
- 1991 год — официальное закрытие завода. Длительное время завод не был законсервирован и разрушался под воздействием погодно-климатических факторов.
- 1995 год — принято решение о создании на базе Кишинёвского тракторного завода акционерного общества с названием АО «Тракторный Завод „TRACOM“», и которое предприятие носит до сих пор. Помещения тракторного завода стали сдаваться в аренду.
- в 2000-х годах часть помещений была реконструирована под коммерческие и бизнес центры.
- в 2016 году основная часть территории завода представляла собой типичный заброшенный промышленный объект.

За период с 1962—2008 годы производство тракторов составило 257 635 штук.